# 제1대 호크 남작 에드워드 호크
제1대 호크 남작 에드워드 호크(Edward Hawke, 1st Baron Hawke, KB, PC, 1705년 2월 21일 - 1781년 10월 16일)은 영국 해군의 제독으로 바스 훈장 수상자이며, 추밀관이다. 7년 전쟁 중에 일어난 키브롱 만 해전에서 영국 침공을 계획한 프랑스 해군을 격파한 것으로 유명하다. 이전 1747년에도 제2차 피니스테레 곶 해전에서 활약을 했다. ‘전투 장교’라는 명성을 얻었고, 군인으로서의 경력은 화려했지만, 한편으로 많은 정적을 만들기도 했다. 7년 전쟁을 통해 프랑스 해안을 끊임없이 봉쇄했고, 서부 전대(Western Squadron)의 발상을 발전시켰다.
1766년부터 1771년까지 5년간 제1해군경을 맡았다. 이 직에 재임 중 1770년 포클랜드 위기 동원에서도 지휘를 맡았다.

## 생애
호크는 1705년 런던에서 변호사 에드워드 호크(Edward Hawke)의 외아들로 태어났다. 외삼촌은 하원 의원이었던 마틴 블레이든(Martin Bladen) 대령이었다. 1720년 2월 해군에 사관후보생으로 입대하여, 1725년 6월 2일에 해위로 승진했다. 그러나 평시였기 때문에 현역 지휘관이 적었고, 장교로 처음 승함한 것은 1729년 이었다. 그 후, 호크는 거침없이 출세가도를 달려 1734년에는 함장으로 승진했다. 그러나 이듬해에는 반급제도가 시행되어 반급 대우가 되었고, 1739년에 젱킨스의 귀 전쟁이 일어날 때까지 바다에 나갈 수 없었다. 오스트리아 왕위 계승 전쟁이 발발하자 전선에 복귀하게 된 호크는 영국 상선의 호위함대로, 카리브해의 항해 임무를 실수없이 수행해냈다. 그러나 호송을 맡은 것은 그가 포르토벨로 전투에 참전하지 않았다는 것을 의미했다.
1737년 캐서린 브룩과 결혼했다. 캐서린의 집은 부유했고, 덕분에 호크는 이후 하원 의원에도 출마할 수 있었다. 그 당시의 표는 공공연하게 금전 관계에 의해 움직이고 있었기 때문이다.

### 툴롱 전투

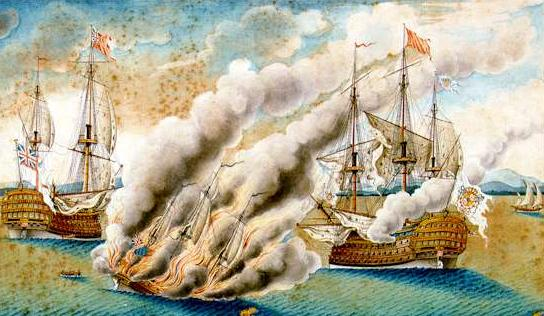
호크가 최초로 전투를 경험한 툴롱 해전 (1744년)

오스트리아 왕위 계승 전쟁 중 호크가 최초로 전장에 나서게 된 것은 툴롱 해전이었다. 호크는 이 전투에서 다소의 명예를 얻었지만, 전투 자체는 매우 혼란했다. 영국군은 패배를 당하지는 않았지만, 교전을 하지 않았던 많은 함대가 기회를 놓쳤고, 종합적으로 프랑스와 스페인 연합군에 완승하지 못하고, 많은 군법 회의가 열리는 결과가 되었다. 호크의 함은 이 전투에서 유일하게 스페인 함 포데르(Poder)를 간신히 나포했지만, 나중에 이 함은 프랑스 군에 의해 파괴되었다. 그는 1745년 8월에 이급함 HMS 넵툰의 사령관이 되었다.

### 피니스테레 곶 전투
툴롱 전투에 이름을 올리긴 했지만, 이후 3년 동안 호크는 공을 세울 기회가 거의 주어지지 않았다. 그러나 1747년에 소장으로 승진했고, 1747년 8월에는 사급함 글로체스터(HMS Gloucester)의 부함장이 되었다. 이어 1747년 10월에는 그는 피터 워렌 제독을 대신하여 서부 전대의 지휘관이 되었고 삼급함 데본셔(HMS Devonshire)의 함장이 되었다. 호크는 승무원의 능력을 향상시키기 위해 큰 노력을 기울였고, 그들에게 자부심과 애국정신을 고취시켰다. 서부 전대는 도버 해협을 따라 프랑스의 항구를 감시할 목적으로 창설되었다. 호크의 전임 사령관 조지 앤슨 경은 프랑스의 해안을 성공적으로 봉쇄하였고, 1747년의 5월에 제1차 피니스테레 곶 해전에서 프랑스의 항구를 떠난 호송 함대를 공격하여 승리를 거두었다.

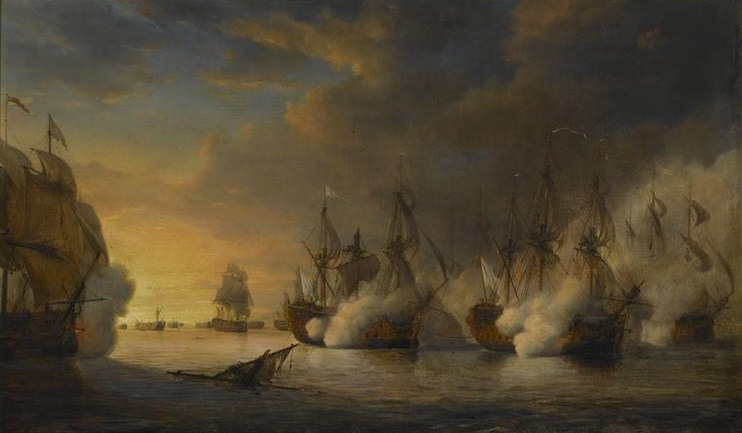
제2차 피니스테레 곶 해전을 통해 영국은 도버 해협의 제해권을 장악했다

영국군은 그때 서인도 제도에서 호송 함대가 도버로 온다는 소식을 받았다. 호크는 함대를 이끌고 프랑스 군의 도착을 기다리며, 대기에 들어갔다. 1747년 10월, 호크는 제2차 피니스테레 곶 해전을 통해 비스케이만에 있는 프랑스 함대 중 6척을 나포했다. 앤슨 제독의 제1차 해전과 제2차 해전의 결과로 영국은 전쟁이 끝날 때까지 도버 해협의 제해권을 확보하게 되었다. 이것은 프랑스 경제에 괴멸적 타격을 주는 것이었으며, 이에 따라 영국은 엑스라샤펠 조약을 받아들일 수 밖에 없는 평화 회담을 진행했다.
이 시기를 얻은 승리를 인정받아 호크는 바스 훈장을 수여 받았다. 이것은 결코 퍼주기 의한 서훈이 아니었다.

### 오스트리아 왕위 계승 전쟁 후

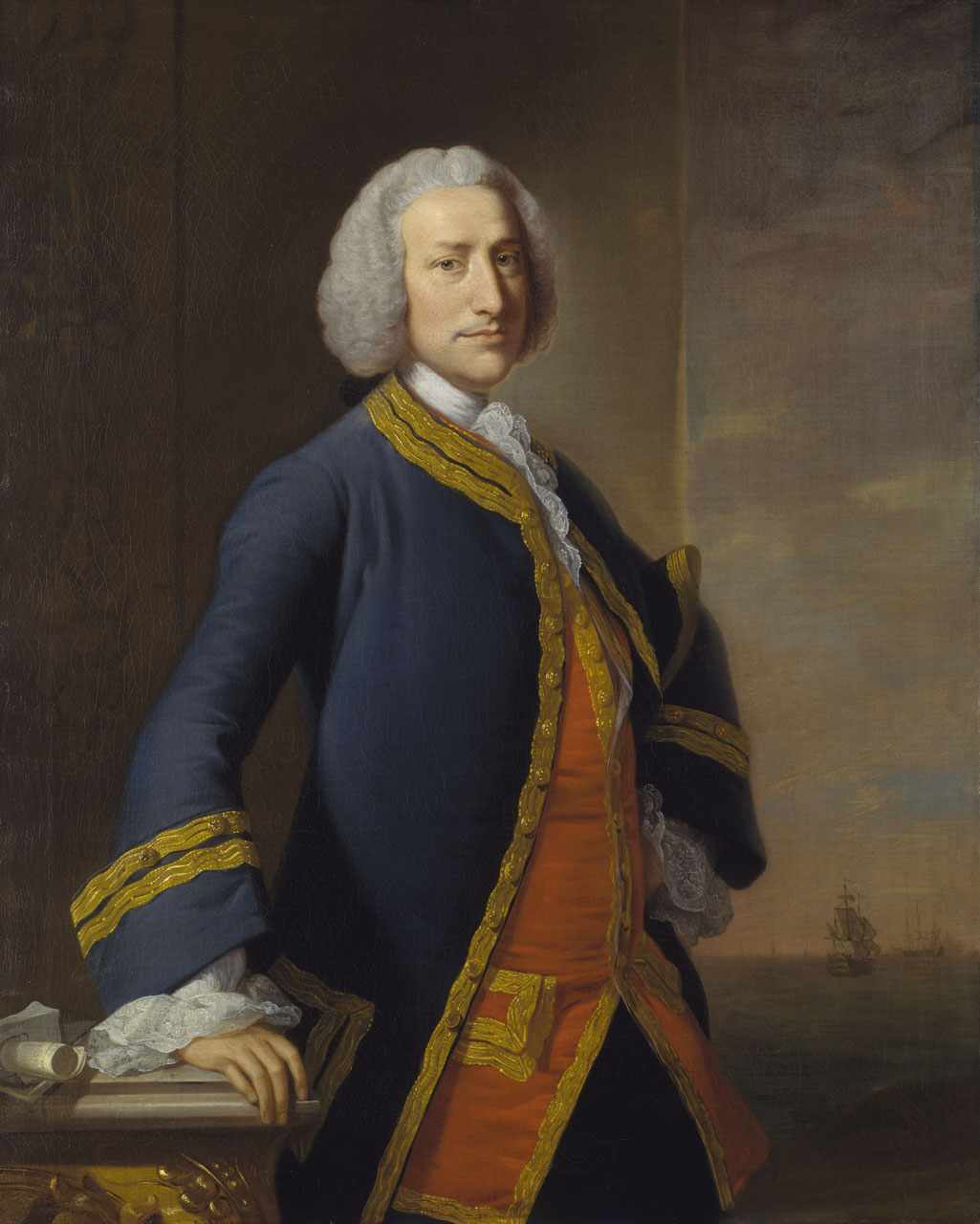
1751년부터 제1해군경이 된 앤슨 경, 양자의 관계는 긴장 관계였지만, 서로를 존종했다.

평화로운 시대가 오자, 전투의 기회는 갑작스럽게 사라졌다. 1747년 호크는 하원 의원으로 해군의 도시 포츠머스에서 출마해 당선되었다. 이것이 그 후 30년간의 의원 생활의 시작이었다. 그러나 1748년에서 1752년 4년간은 대부분 영국에서 지휘관으로 보냈고, 1755년에 다시 서부 전대로 복귀했다.
이 시기 북미의 영국과 프랑스 두 식민지 사이에 전투가 이미 시작되었던 것이다. 엑스라샤펠 조약은 단순히 휴전 기간이 연장된 것뿐이라고 많은 사람들이 생각하고 있었고, 전쟁이 재개될 수도 있다는 것은 널리 예상된 바였다. 북아메리카에서는 영국과 프랑스가 오하이오 영토의 지배권을 둘러싸고 충돌하였고, 1754년에는 전투가 격화되었다.
호크는 새로 부임한 제1해군경 조지 앤슨 경과 불화를 겪었다. 그러나 양자 모두 미래의 프랑스와의 전쟁 비용 견적에서 공통된 견해를 가지고 있었다. 인간적으로는 맞지 않았지만, 앤슨은 호크에게 제독으로서는 큰 경의를 표했다. 앤슨은 해군 본부 (해군)의 지위를 호크에 넘기려고 하고 있었지만, 이것은 성공하지 못했다.

## 7년 전쟁
프랑스와의 전쟁이 재개되자 호크는 1755년 봄 서부 전대로 복귀 명령을 받았으며, 세인트 조지(HMS St George)의 함장이 되었다. 그 뒤에, 바다에 나가 프랑스의 항구로 이동하는 함을 탈취하는 명령도 받았다. 호크는 이 방해 공작을 수행했고, 영국 해군은 그 시기에 300여 척의 상선을 나포했다.
1753년, 북미에서 듀케인 요새가 만들어지면서, 버지니아 식민지가 군사 행동에 나서자 프렌치 인디언 전쟁이 발발했다. 이듬해 1754년에 유럽에서 제1대 뉴캐슬 공작 토머스 펠럼홀스가 정권을 잡았다. 북미의 전황이 전해지고 있었지만, 뉴캐슬 공작 정권은 유럽을 중시하는 정책으로 러시아와 동맹을 맺고 국왕 조지 2세 출신 국가인 하노버의 안전 보장에 나섰다. 이것 이외에도 유럽 각국 간의 동맹과 적대가 표면화되었고, 영국과 프랑스는 다시 적대관계로 돌아서면서 프랑스가 미노르카를 침공하는 사태를 초래했다.

### 미노르카의 함락
1756년 8월, 호크는 이등함 HMS 라미이(HMS Ramillies)에 자신의 깃발을 올리고 존 빙을 대신하여 지휘를 맡기 위해 지중해에 파견되었다. 존 빙은 메노르카섬 해전에서 미노르카를 구원하지 못하고, 영국으로 소환되어 재판을 받은 후 처형되었다. 같은 해 6월, 미노르카가 함락되는 것과 동시에 호크가 공격할 것이라고 가정하고, 프랑스 함대는 툴롱으로 퇴각했다. 일단 미노르카 주변에 도착한 호크는 섬 주변이 포위되어 있는 것을 알게 되었지만, 그 상황을 뒤집기에는 속수무책이었다. 따라서 호크는 지브롤터에서 데리고 온 부대를 상륙하지 않기로 결정했다.
호크는 미노르카와 마르세유의 바다를 항해하면서 세 달을 보낸 후 다시 영국으로 돌아와 존 빙의 재판에서 불리한 증언을 했다. 이 증언을 한 이후, 빙의 지지자들로부터 호크는 비판을 받게 되었다. 그의 미노르카와 툴롱에서의 봉쇄를 하지 않았기 때문이었다. 1757년 2월 27일 호크는 완전한 제독으로 승진했다.

### 로슈포르 원정

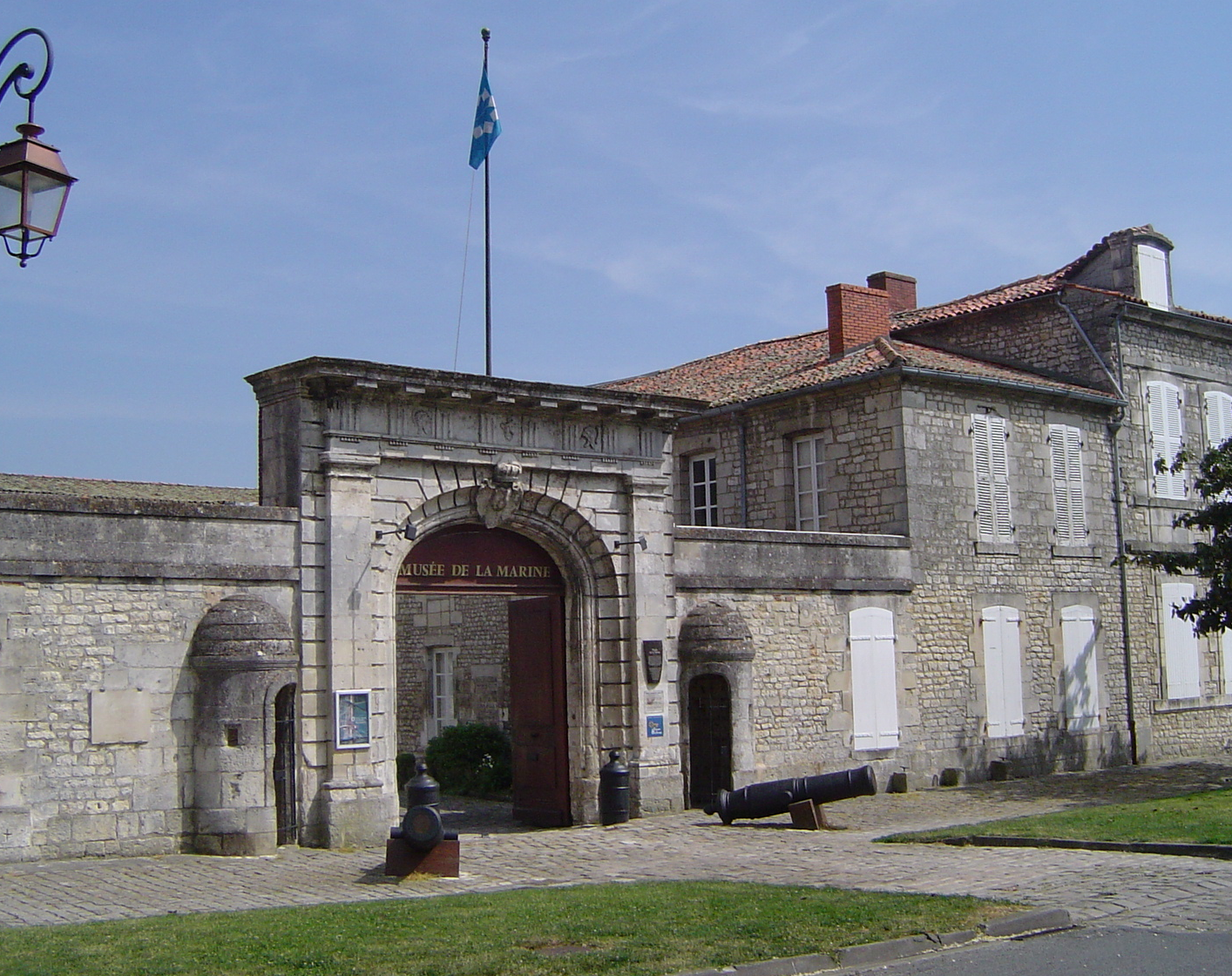
1757년 호크는 프랑스의 후방을 교란하기 위해 로슈포르 습격에 참여했다.

1757년, 호크는 로슈포르를 봉쇄하고 그 해 연말에 프랑스 해안에 상륙 예정인 대군 군단을 호위하도록 명령을 받았다. 이것은 프랑스의 후방을 교란하기 위해 마을을 습격하는 것으로, 그렇게 함으로써 프랑스가 프로이센과 하노버를 공격하기 위해 독일로 보내는 병사를 자국의 해안 방어에 사용하지 않을 수 없도록 하기 위함이었다.
호크는 이 원정은 임무에 열중하기는 했지만, 아무런 기대를 하지 않았다. 이 원정을 성공시키기 위해 장교에게 항상하던 격려도 않았다. 원정군은 11월에 로슈포르 앞바다에 도착했다. 일덱스 섬 해안을 급습한 후 육군 지휘관인 존 모던트 경은 본토에 상륙하기 직전에 망설였다. 육군으로 로슈포르를 공략하는 것이 가능하다라는 제임스 울프 대령의 보고에도 불구하고 모던트는 공격 여부를 고민하고 있었다.
그러자 호크는 장군에게 육군이 즉시 공격하지 않는다면, 영국 이대로 돌아가자고 최후통첩을 했다. 그의 함대는 서인도 제도에서 본국으로 돌아가는 선단을 호위해야 했으며, 로슈포르 바다에 막연히 눌러있을 만한 여유는 없었다. 육군 장교들의 의견도 마찬가지였다. 결국 프랑스에 어떠한 군사 행동도 하지 못한 채 원정군은 포츠머스로 귀환했고, 이것은 국무경 윌리엄 피트를 몹시 화나게 했다. 이 원정에서만 100만 파운드의 경비가 소요되었던 것이다. 모던트는 이후 1757년 12월 14일에 시작된 군법회의에 회부되었고, 최고 지휘관으로 복귀하지 못했다. 호크 또한 국민의 비난을 받았다.

### 1758년
영국 유럽 전선에서의 전황은 신통치 못했다. 로슈포르 원정 이외에 프랑스 육군을 억제하는 전략으로, 셰르부르, 생말로 원정도 이루어졌지만 악천후나 전염병에 시달렸고, 또 별다른 목적도 없이 진행된 적도 있어 전과는 언급되지 않았다. 그 후 다시 생말로 원정을 시도했지만, 프랑스군의 매복으로 많은 군사를 잃고 철수했다.
1758년 호크는 반년 동안 브레스트의 봉쇄를 지휘했다. 같은 해 5월, 호크는 하우와 공동 작전을 맡았다. 1758년, 그는 해군본부에서 상사들과 심각한 불화를 겪었다. 상사들은 그가 태업하며 항구로 귀환하는 것을 목격했으며 이것을 반항이라고 오해했던 것이다. 비록 이후 호크가 사과를 했지만, 그는 심하게 견책당했다. 도버 해협 함대에서 호크가 빠지는 대신 앤슨 경이 직접적인 지휘를 맡았다.

### 키브롱 만 해전

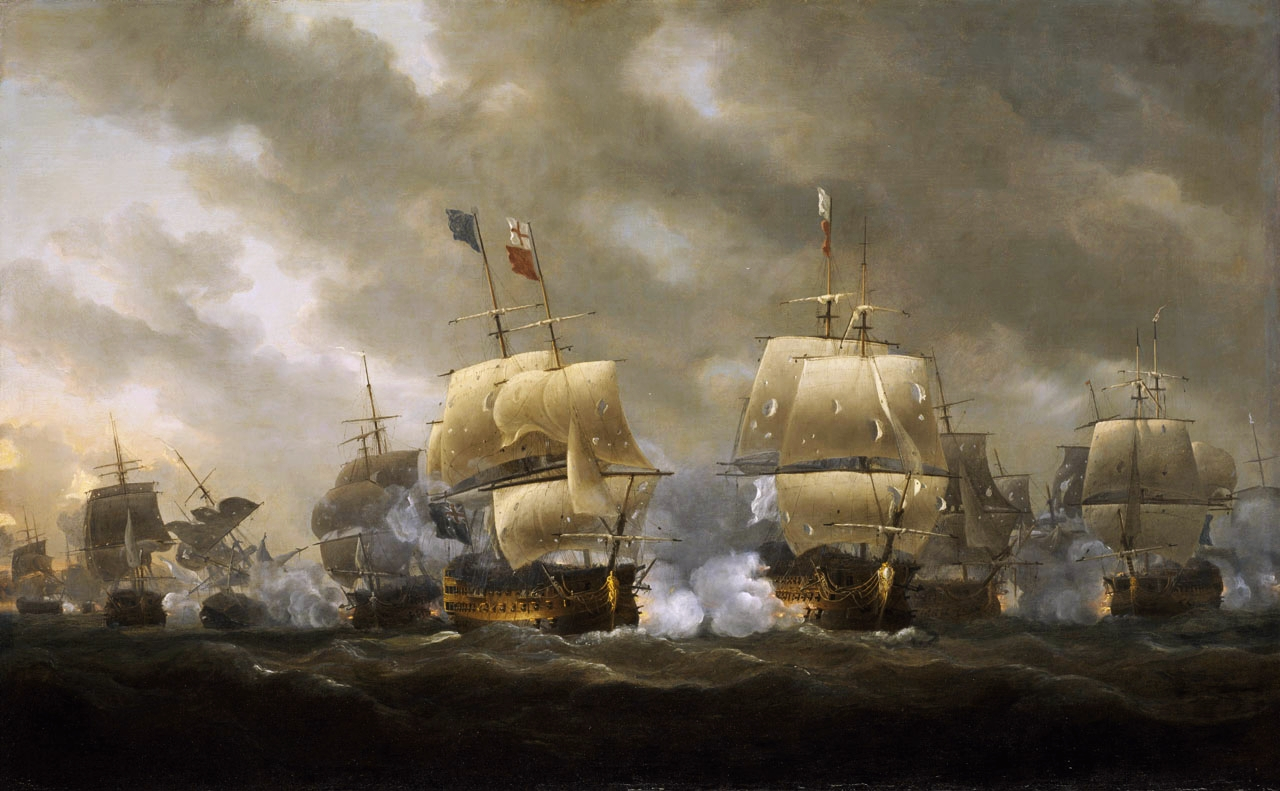
호크가 가장 유명한 승리를 거둔 키브롱 만 해전

1759년 5월, 호크는 서부 전대의 사령관으로 복귀했다. 그러는 동안, 슈와절 공작은 영국 본토 침공을 계획하고 있었다. 프랑군이 브르타뉴반도에 집결하여 도버 해협의 제해권을 장악하려는 프랑스 함대와 결합하여 침공군이 런던을 점령한다는 계획이었다.
호크의 군이 폭풍으로 항구에 피난해 있을 때, 콩플랑 백작 위베르 드 브리엔이 이끄는 프랑스 함대는 이 틈을 이용해 항구를 떠났다. 1759년 11월 20일, 호크는 프랑스의 전함을 추격했고, 강풍을 이용해 그는 키브롱 만 해전에서 만족할만한 승리를 거두었다. 악천후 속에서 추적당한 프랑스 함대의 포격을 시작으로 두 함대 사이에 격렬한 전투가 벌어졌다. 결국이 싸움에서 영국 전열함 2척을 잃었지만, 사상자는 300명 정도였다. 그 반대로 프랑스는 수많은 사상자를 내었고, 또한 함대의 피해도 컸다. 이어 에드워드 보스카웬이 라구스 해전에서 승리를 거두며 프랑스의 침공 위협은 완전히 제거되었다. 그러나 호크 좀 더 포괄적인 승리가 확정되지 않은 것에 실망했다. 그는 일몰이 앞으로 2시간만 늦었어도 모든 함대를 전멸시킬 수 있었을 것이라고 아쉬워했다.
이 두 전투를 통해 영국은 도버 해협의 제해권을 완전히 장악하며 프랑스와의 7년 전쟁과 프렌치 인디언 전쟁은 종반으로 치닫게 되었다.

### 프랑스 해안 봉쇄
키브롱 만 해전으로 프랑스는 브리튼 제도에 대한 대대적인 침공 희망을 상실했다. 그럼에도 불구하고 프랑스는 전쟁 집결까지 침공의 희망을 계속 안고 있었고, 그것이 영국으로 하여금 프랑스 해안 봉쇄에 박차를 가하게 했다. 이에 따라 프랑스 무역항이 얼어붙고, 이것이 프랑스 경제를 더욱 약화시켰다. 영국에서 일단의 휴식을 취한 호크는 브레스트의 해안을 봉쇄하는 함대를 지휘하기 위해 프랑스로 돌아왔다. 이제 영국은 됭케르크에서 마르세유까지 프랑스 해안을 효율적으로 봉쇄하고 있었다. 호크는 남아 있는 프랑스 군함을 파괴하려고 시도했지만, 빌렌강 어귀에 갖혀버렸다. 그는 화선을 보냈지만, 이것도 목표를 달성하지 못했다. 그래서 호크는 해안에 상륙에서 반도를 점령하고, 육지에서 군함을 기습하는 계획을 세웠다. 그러나 윌리엄 피트로부터 대규모 원정 명령이 떨어지면서, 이 계획을 철회할 수밖에 없었다.

### 벨 섬의 공략과 대 스페인 전

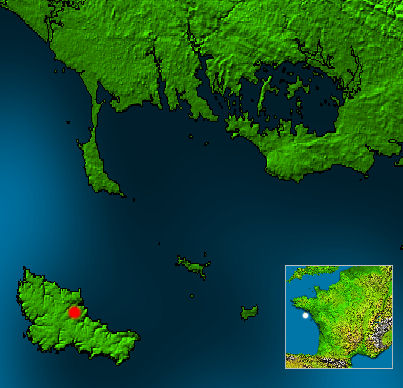
1761년 영국군에 점령된 벨 섬, 키브롱 만 근처에 위치해 있다.

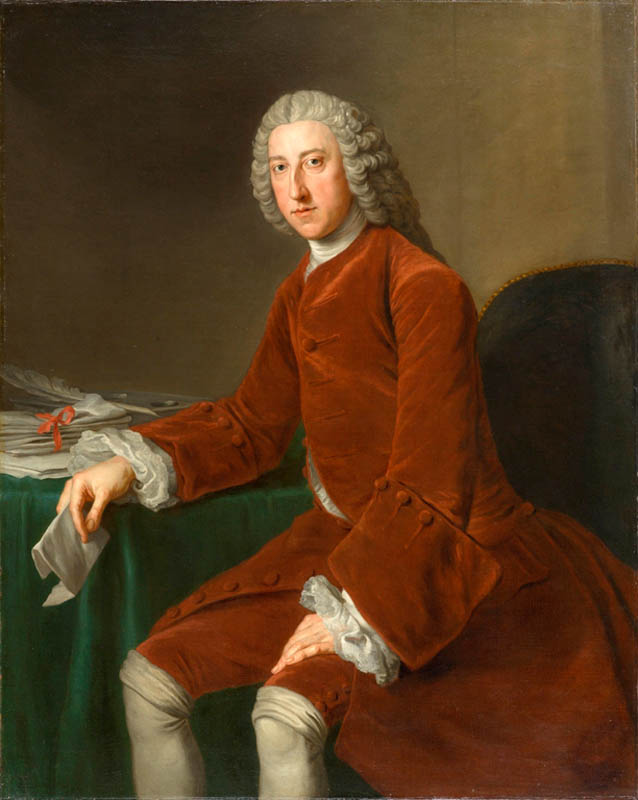
1766년 호크는 윌리엄 피트 (그림)의 내각에 제1해군경으로 합류해서 5년을 일했다

프랑스의 토대를 무너뜨리는 시도로 피트는 브르타뉴 해안 근처의 벨 섬을 포위하는 방안을 생각하고, 해군에 원정 준비를 하라고 지시했다. 호크는 앤슨 경에게 편지를 보내 이 방안에 반대 의견을 분명히 했다. 이것은 이후에 널리 유포되게 되었다. 피트는 이에 대해 격앙했고, 호크가 자신의 권위에 맞선다고 생각했다. 그럼에도 불구하고 피트는 벨 섬에 원정을 준비를 재촉했다. 1761년 4월 첫 번째 습격은 격퇴되고 완패했지만, 원군을 통해 영국은 6월에 벨 섬을 수중에 넣을 수 있었다. 이 벨 섬을 공략하여 피트는 새로운 승리를 얻었고, 프랑스 국민은 영국이 프랑스 본토의 일부인 지중해의 섬을 점령한 것으로 매우 사기가 떨어졌다. 그러나 이 공략에서의 전술적 유용성에 대한 호크의 비판도 증명되었다. 프랑스 해안에 새로운 습격에 사용할 유용한 전략은 아니었던 것이다. 프랑스는 그다지 그 섬의 상실을 아쉬워하지 않았다. 프랑스는 이어진 평화 회담동안 그 섬을 교환하는 대가로 아무것도 지불할 것이 없다고 영국에게 말했고, 영국은 그 말에 따를 수밖에 없었다.
이후 프랑스와 스페인은 동족 동맹을 체결하고 영국에 선전포고를 했다. 이것은 조지 3세에 의해 기각되었지만, 결국은 양 진영이 맞붙었고, 이때는 포트 콕 함대가 주로 전력이 되었지만, 이 전쟁에서 피해가 컸다. 또한 역시 전장이 된 인도에서는 이미 적이 없었기 때문에, 영국은 마닐라 앞바다에 함대를 진행시켜, 스페인령이었던 필리핀의 공략에 성공했다.

## 제1해군경

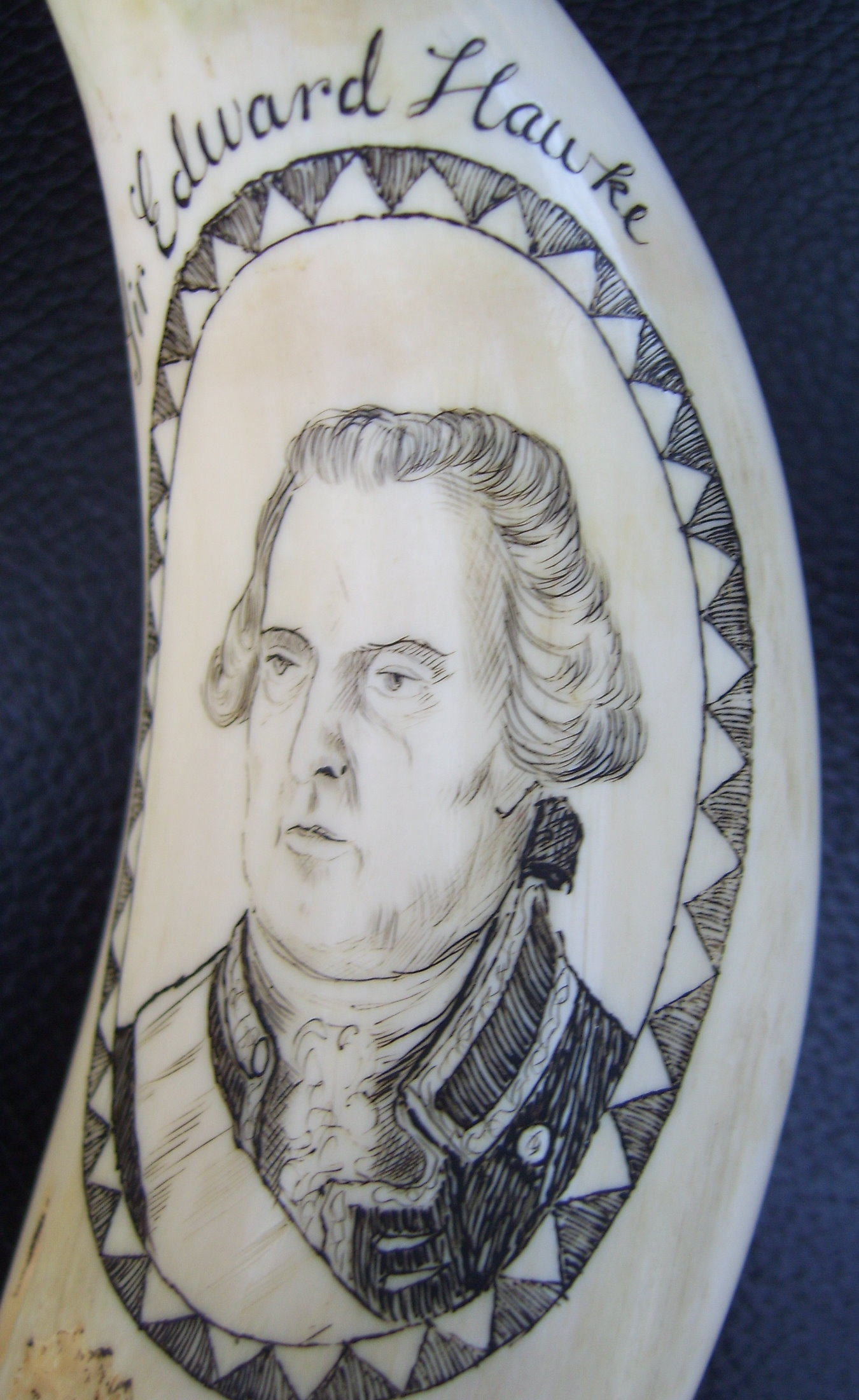
에드워드 호크 경, 바다코끼리 상아 복제품

호크는 이후 현역에서 물러나 1763년 1월 4일에는 영국 해군 소장(명예직), 1765년 11월 5일에는 그레이트 브리튼 왕국의 해군 중장이라는 명예 칭호를 얻었다. 1766년 12월에는 윌리엄 피트의 내각에서 제1해군경이 되었다. 1768년 1월 15일에는 원수 제독(Admiral of the Fleet)으로 승진했다. 호크가 정부의 위상을 정치적으로 드높이지는 못했지만, 해양에 관한 지식을 인정받아 제1해군경에 임용된 것이었다. 해군 장교로서의 경험은 신용할만한 것으로, 이 점에서 그의 상대가 될 사람은 없었다. 또한 임기 동안 호크는 해군의 지출을 자신의 지배하에 두었다. 그는 또한 1770년 포클랜드 위기 때는 해군 동원을 감독했고, 그후 1771년 1월에 제1해군경을 퇴임하여 샌드위치 백작 존 몬태규가 후임으로 제1해군경을 맡았다. 1766년에는 추밀관이 되었다.

## 은퇴와 전설

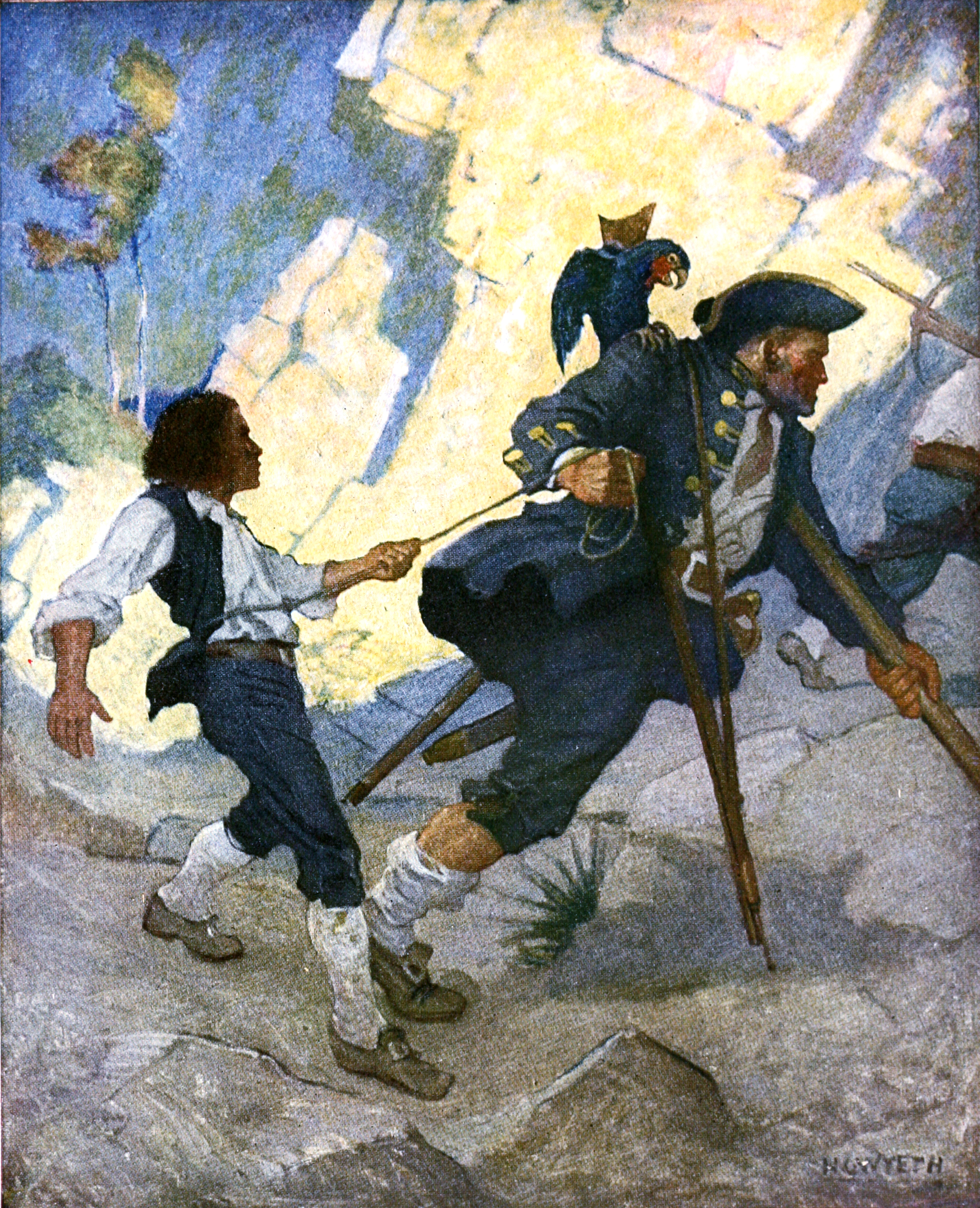
보물섬의 존 실버

1776년 5월 20일, 호크는 토튼의 초대 호크 남작으로 임명되었다. 만년은 사우샘프턴 근처의 사와스린구에 살았지만, 사망한 것은 선베리온템즈였다. 햄프셔주 노스 스톤햄 근처의 세인트 니콜라스 교회에는 키브롱 만의 싸움을 묘사한 호크의 기념비가 있다.
호크는 또한 로버트 루이스 스티븐슨의 소설 《보물섬》에도 등장한다. 호크 휘하에서 근무했던 것으로 설정된 존 실버는 소설에서 자신의 잘린 다리에 대해 “불사신 호크 제독이 지휘하는 전쟁에서 녀석을 잃었다”고 말하고 있다.

## 참고 문헌
- Anderson, Fred (2000). 《Crucible of War: The Seven Years' War and the fate of Empire in British North America, 1754-1766》. Faber and Faber. ISBN 978-0571205653.
- Black, Jeremy (1992). 《British Lives: William Pitt》. Cambridge University Press. ISBN 978-0521391160.
- Brown, Peter Douglas (1978). 《William Pitt, Earl of Chatham: The Great Commoner》. George Allen & Unwin.
- Browning, Reed (1994). 《The War of the Austrian Succession》. Alan Sutton. ISBN 978-0750905787.
- Brumwell, Stephen (2006). 《Paths of Glory: James Wolfe》. Hambledon. ISBN 978-1847252081.
- Chesneau, Roger; Kolesnik, Eugene M., 편집. (1979). 《Conway's All The World's Fighting Ships 1860–1905》. 런던: Conway Maritime Press. ISBN 0-85177-133-5.
- Corbett, Julian Stafford (1907). 《England in the Seven Years War: A Study in Combined Operations. Volume II》. 런던.
- Dull, Jonathan R. (2005). 《The French Navy and the Seven Years' War》. 네브라스카 대학교. ISBN 978-0803260245.
- Duthy, John (1839). 《Sketches of Hampshire: Embracing the Architectural Antiquities, Topography, Etc》. Jacob & Johnson.
- Heathcote, Tony (2002). 《The British Admirals of the Fleet 1734 – 1995》. Pen & Sword. ISBN 0-85052-835-6.
- Lambert, Andrew (2009). 《Admirals: The Naval Commanders Who Made Britain Great》. Faber and Faber. ISBN 978-0571231577.
- Lavery, Brian (2003). 《The Ship of the Line - Volume 1: The development of the battlefleet 1650-1850》. Conway Maritime Press. ISBN 0-85177-252-8.
- Lewis, Charles L. 《Famous old-world sea fighters》. 1929. ISBN 978-1163137468.
- McLynn, Frank (2005). 《1759: The Year Britain Became Master of the World》. Pimlico. ISBN 978-0099526391.
- Pope, Dudley (2002). 《At 12 Mr Byng Was Shot》. Phoenix Press. ISBN 978-0436377495.
- Rodger, N.A.M. (2006). 《Command of the Ocean: A Naval History of Britain, 1649-1815》. Penguin Books. ISBN 978-0713994117.
- Whiteley, Peter (1996). 《Lord North: The Prime Minister Who Lost America》. Hambledon Press. ISBN 978-1852851453.